# Beata Olsson
Beata Karin Eleonora Olsson (Estocolmo, 31 de enero de 2001) es una futbolista profesional sueca que juega como delantera en el club Kristianstads DFF de la Damallsvenskan de Suecia. Pasó la mayor parte de su carrera universitaria con los Florida State Seminoles en los Estados Unidos, a quienes ayudó a ganar campeonatos nacionales en 2021 y 2023. Representó a Suecia a nivel internacional juvenil.

## Carrera

### Primeros años de carrera

#### Enkoping, 2015-2017
Nació en Estocolmo y creció en Enköping. Comenzó en el FC Djursholm antes de unirse al club local de la División 2 Enköping [masculino]. Llegó al primer equipo a los 14 años y marcó 43 goles en 35 partidos entre 2015 y 2017, siendo la última temporada en la División 1.

#### Uppsala, 2018-2021
Fichó por el IK Uppsala Fotboll antes de la temporada de la Elitettan de 2018. Hizo su debut en el club el 10 de febrero de 2018 en la primera ronda de la Copa de Suecia y marcó en el segundo minuto del partido, aunque Eskilstuna remontó para ganar 2-1. Hizo su debut en la Elitettan (segunda división) el 15 de abril como suplente en el minuto 71 en una victoria por 5-0 contra Böljan. Marcó su primer gol en Elitettan el 24 de mayo para ampliar la ventaja en el minuto 15 de una victoria por 2-0 contra el Västerås BK30. Terminó su temporada de novato con dos goles en 18 apariciones.
Olsson causó un impacto en Uppsala en la temporada de 2019, anotando 12 goles en 24 partidos. En el decisivo último partido de la temporada, el 27 de octubre, marcó el último gol en la remontada por 3-1 contra el Hammarby que aseguró el estrecho ascenso del Uppsala a la primera división, la Damallsvenskan, por primera vez. El 27 de junio de 2020, marcó su primer gol en la Damallsvenskan en el minuto 91 del primer partido de la temporada 2020 para derrotar al Djurgården por 3-2. Marcó cinco goles en 21 partidos en su primera temporada en la máxima división. Después de la temporada, Uppsala descendió a la Elitettan. Después de su primera temporada universitaria en Florida, Olsson pasó el verano con Uppsala y anotó cuatro goles en nueve juegos durante parte de la temporada 2021.

### Carrera universitaria

#### Florida Gators, 2021
Pasó su primera temporada universitaria con los Florida Gators en la primavera de 2021. Ella dijo que eligió Florida porque tenía un clima más cálido que Suecia. Jugó bien a pesar de que los Gators quedaron en penúltimo lugar en la Southeastern Conference, liderando a su equipo con siete goles y sumando cinco asistencias en ocho juegos. Cuando la entrenadora principal Becky Burleigh se retiró, se trasladó a la potencia nacional y rival, los Florida State Seminoles. Ella ha dicho que no estaba plenamente consciente de la rivalidad entre las escuelas.

#### Florida State Seminoles, 2021-2023
Encajando en la fluida ofensiva de Florida State, fue la máxima goleadora del equipo con 14 goles en 20 juegos en el otoño de 2021. Marcó dos goles en una goleada al exequipo de Florida, incluyendo uno de chilena que apareció entre las mejores jugadas de SportsCenter. Marcó su tercer doblete de la temporada en un empate 2-2 ante Carolina del Norte, lo que ayudó a Florida State a obtener un pase directo al torneo ACC, que ganó. Marcó tres goles durante el torneo de la NCAA, incluido un gol de oro para derrotar a Michigan en los cuartos de final, para ayudar a los Seminoles a ganar el campeonato nacional.
A pesar de que su entrenador principal cambió nuevamente, con Mark Krikorian reemplazado por Brian Pensky en 2022, se quedó en Florida State junto con la mayoría de sus compañeras de equipo, muchas de los cuales, como ella, habían considerado transferirse. Fue titular en todos los partidos y contribuyó con seis goles y tres asistencias como júnior, ayudando a llegar a las semifinales del torneo de la NCAA, donde perdieron ante Carolina del Norte.
Después de ayudar a Florida State a permanecer invicto para ganar el título de la temporada regular de la ACC, jugó especialmente bien como estudiante de último año en la postemporada de 2023. Marcó un gol de seguridad contra Pittsburgh en las semifinales del torneo ACC y asistió a Onyi Echegini en el gol de la victoria contra Clemson en la final de la conferencia. Luego registró un gol o asistencia en cada una de las tres primeras rondas del torneo de la NCAA. Contribuyó con un gol y dos asistencias en el desempeño dominante de Florida State por 5-1 contra Stanford en el juego del campeonato, coronando una temporada invicta con su segundo título nacional.

### Carrera profesional

#### AIK, 2024-
Después de graduarse de la universidad, firmó con el club AIK Fotboll de Damallsvenskan el 6 de enero de 2024 con un contrato de un año con una opción por un año adicional. Marcó en su debut con el club el 9 de marzo, igualando en una eventual victoria por 2-1 contra el KIF Örebro en la primera ronda de la Copa de Suecia.

### Carrera internacional
Jugó para la selección juvenil de Suecia desde el nivel sub-17 al sub-23, anotando 19 goles en 44 apariciones. Marcó seis goles durante la fase de clasificación para el Campeonato Sub-17 de la UEFA de 2018 y ocho goles en los eventos de clasificación para el Campeonato Sub-19 de la UEFA de 2019 y 2020.

## Estilo de juego
Juega como delantera. Ha sido descrita como rápida, creativa en el área y buena rematadora.